# Бор (Бень-Сент-Радгонд)
Бор (фр. Bors), также неофициально — Бор-де-Бень (фр. Bors-de-Baignes) — коммуна во Франции, находится в регионе Пуату — Шаранта. Департамент — Шаранта. Входит в состав кантона Бень-Сент-Радегонд. Округ коммуны — Коньяк.
Код INSEE коммуны — 16053.
Коммуна расположена приблизительно в 440 км к юго-западу от Парижа, в 145 км южнее Пуатье, в 45 км к юго-западу от Ангулема.

## Население
Население коммуны на 2008 год составляло 131 человек.
| 1962 | 1968 | 1975 | 1982 | 1990 | 1999 | 2008 |
| ---- | ---- | ---- | ---- | ---- | ---- | ---- |
| 179  | 177  | 161  | 149  | 167  | 148  | 131  |

## Администрация
| Период | Период | Фамилия      | Партия       | Примечания |
| ------ | ------ | ------------ | ------------ | ---------- |
| 1977   | 2008   | Марк Жирар   | ФКП          |            |
| 2008   |        | Патрик Жолли | Разные левые | техник     |

## Экономика
В 2007 году среди 77 человек в трудоспособном возрасте (15—64 лет) 62 были экономически активными, 15 — неактивными (показатель активности — 80,5 %, в 1999 году было 68,2 %). Из 62 активных работали 58 человек (33 мужчины и 25 женщин), безработных было 4 (2 мужчины и 2 женщины). Среди 15 неактивных 4 человека были учениками или студентами, 4 — пенсионерами, 7 были неактивными по другим причинам.

## Фотогалерея

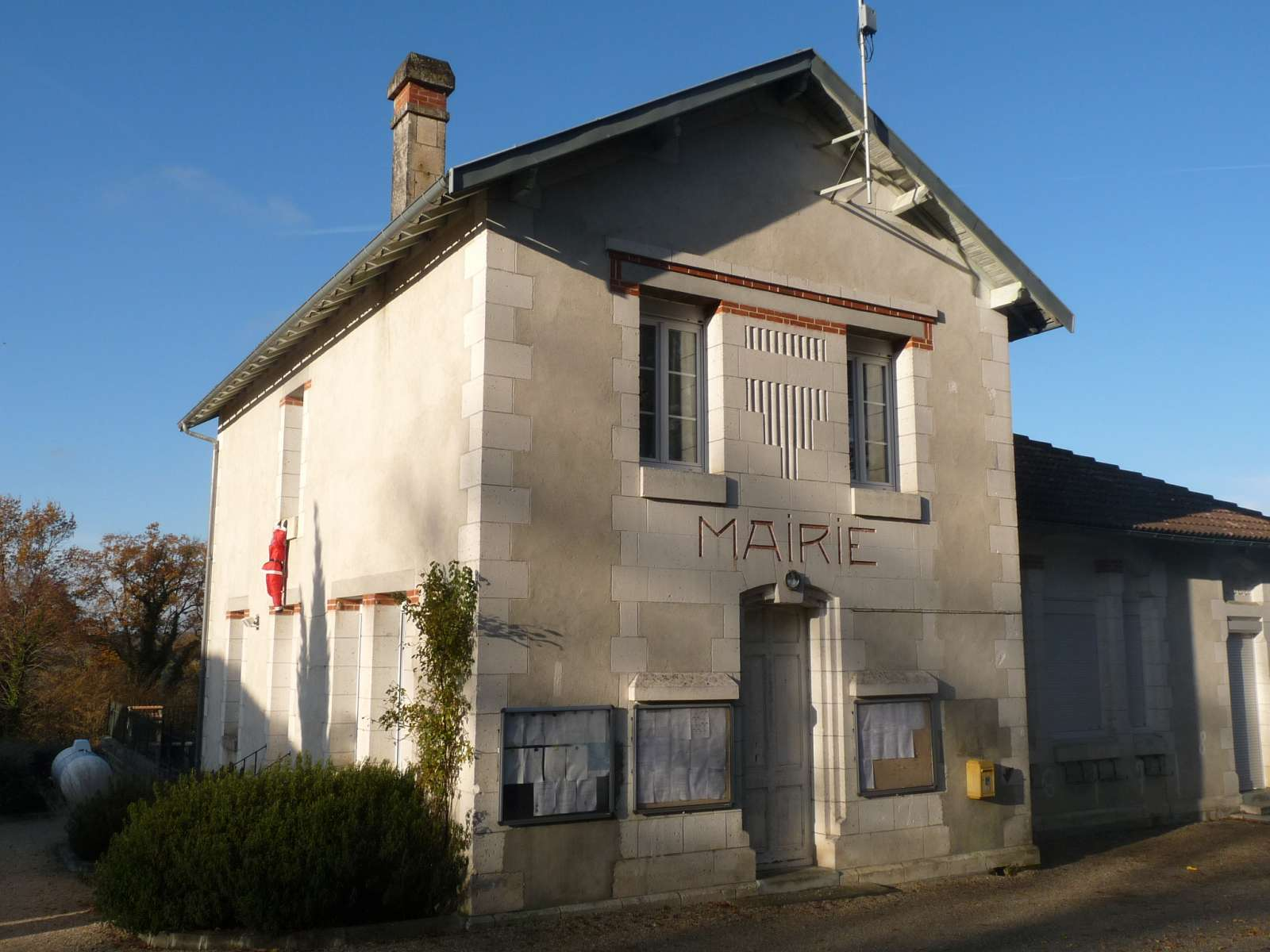
Мэрия
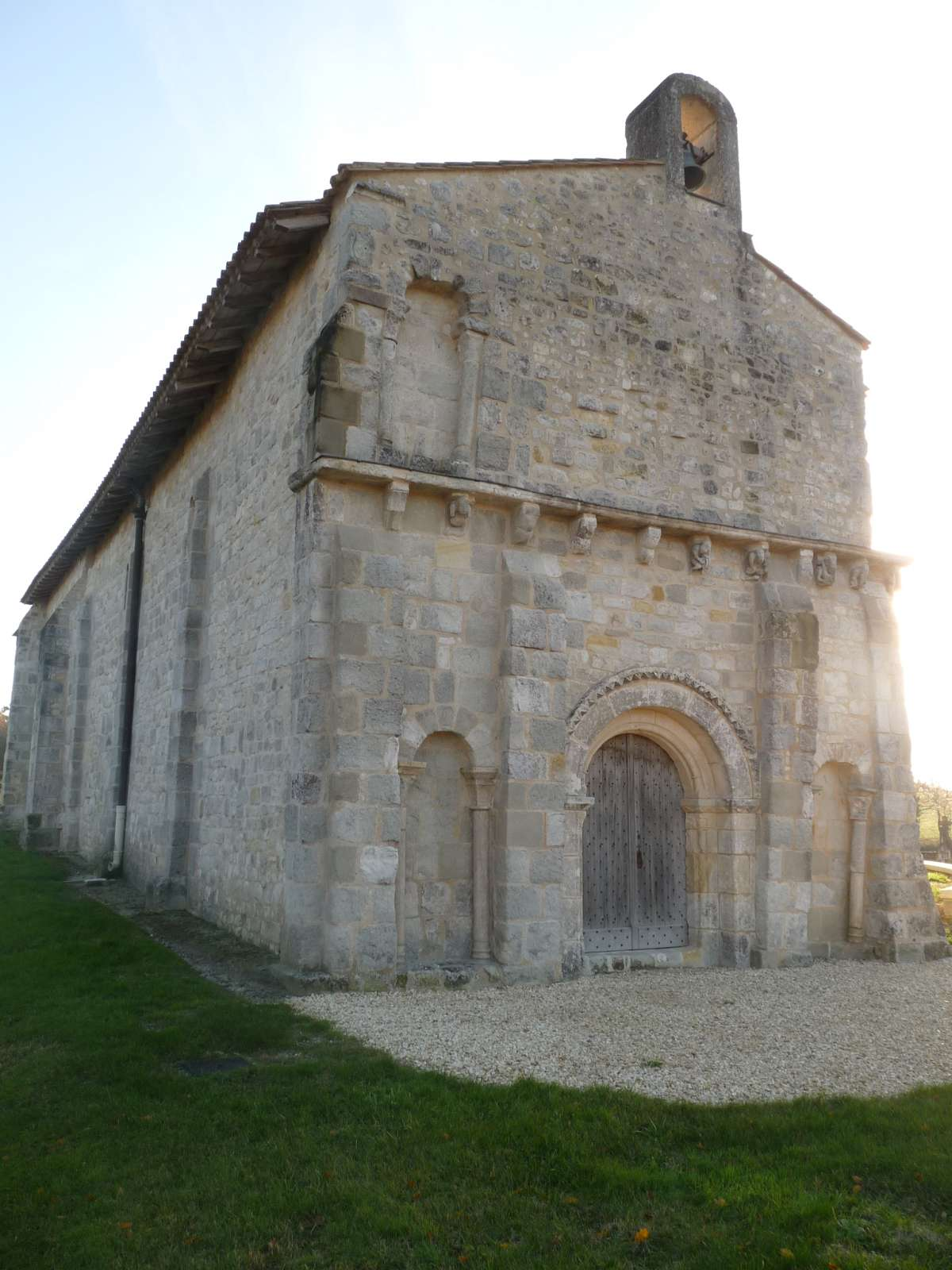
Церковь
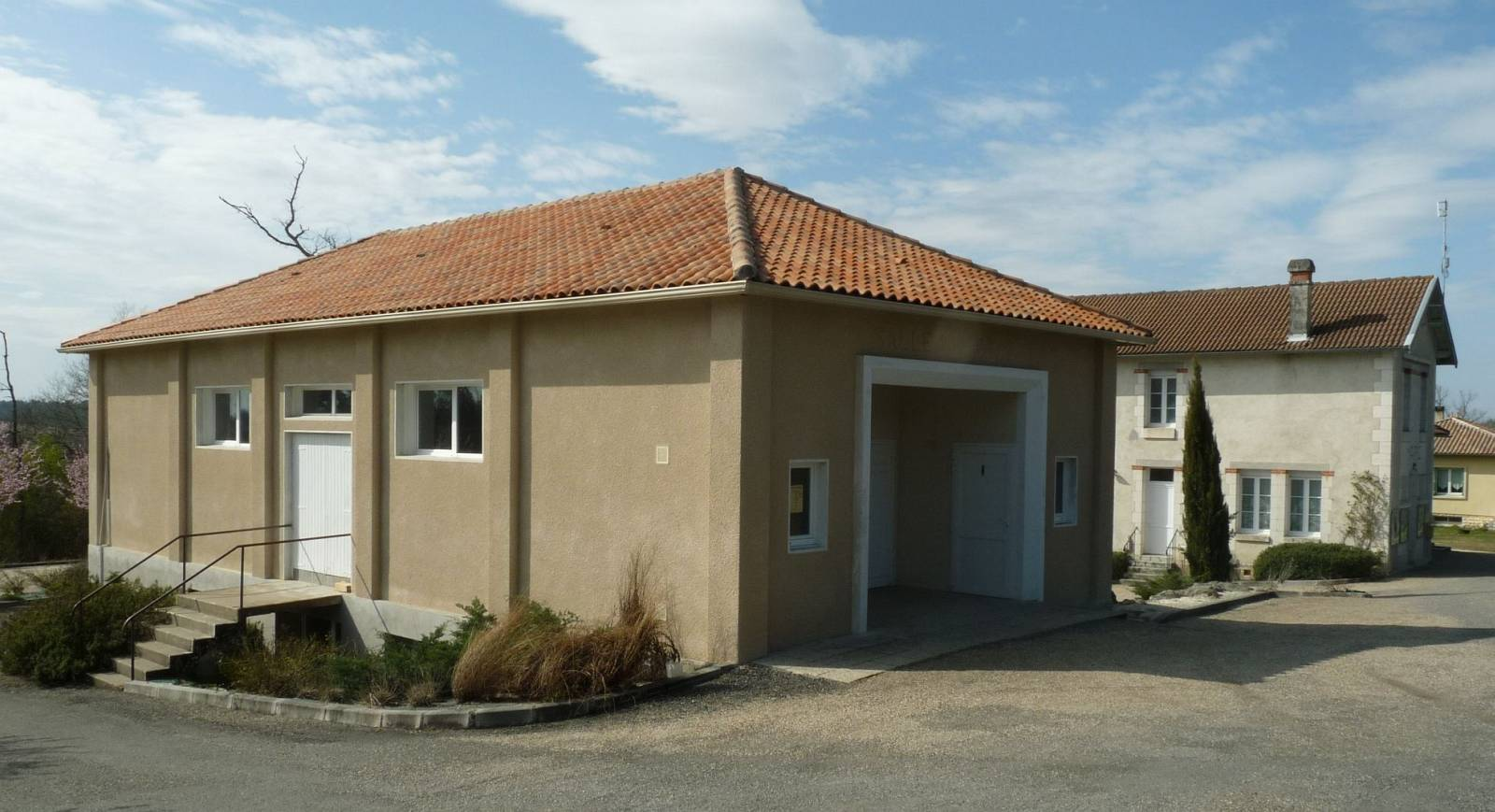
Деревенский зал Бора
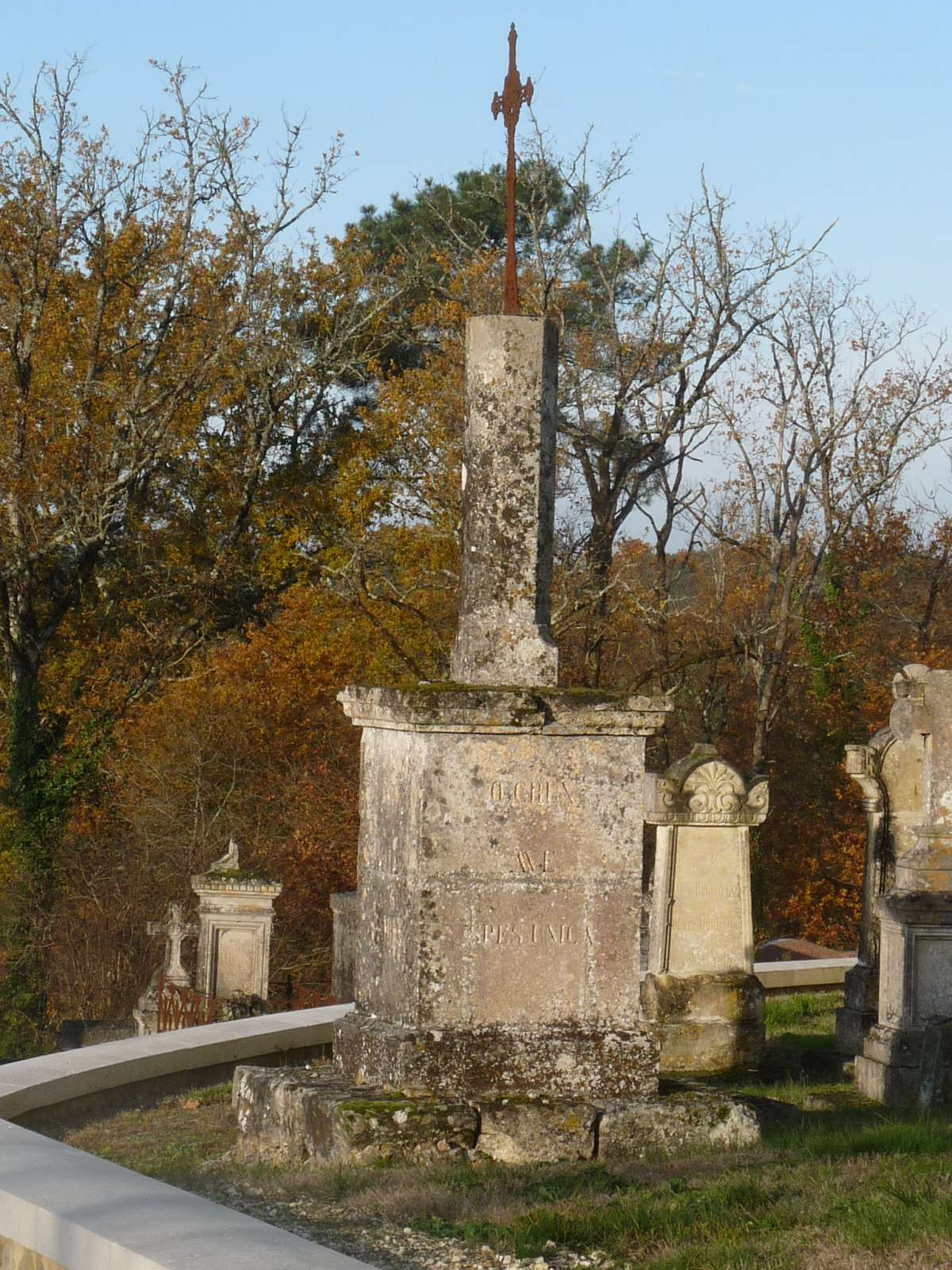
Крест у церкви
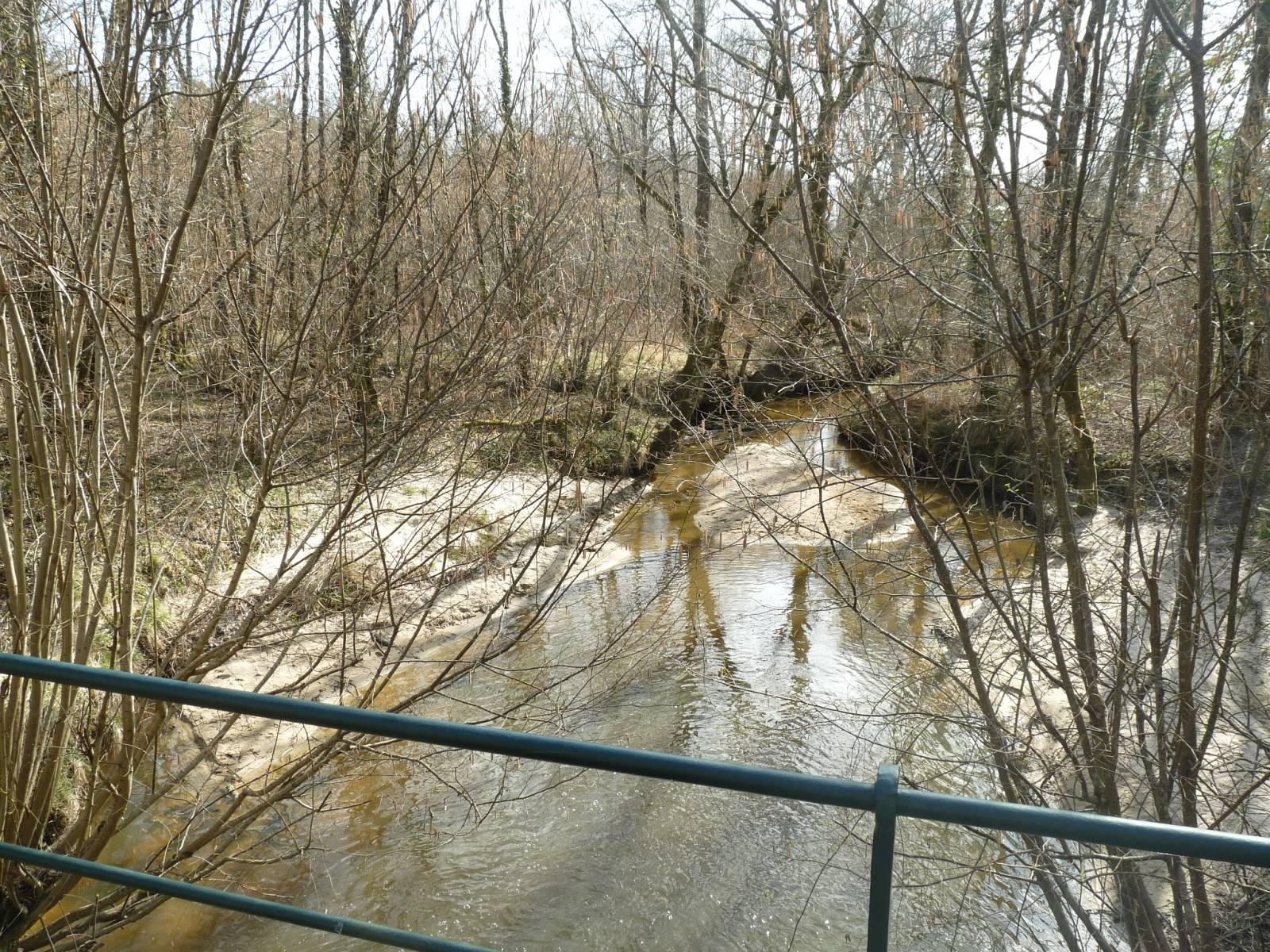
Река Лари